# Joan Trimble
Pour les articles homonymes, voir Trimble.
Joan Trimble (18 juin 1915 - 6 août 2000) est une compositrice et pianiste irlandaise.

## biographie
Trimble est née à Enniskillen dans le Comté de Fermanagh, en Irlande. Elle a étudié le piano avec Annie Lord à la Royal Irish Academy of Music, Dublin, et la musique au Trinity College (BA 1936, Ugb 1937). Elle poursuit ensuite ses études au Royal College of Music (RMC) à Londres jusqu'en 1940 (le piano avec Arthur Benjamin et la composition avec Herbert Howells et Ralph Vaughan Williams).
Elle gagne de la notoriété grâce à son duo de piano avec sa sœur Valerie (1917-1980), elle obtient un premier prix à un concours de musique à Belfast dès 1925. Joan a également composé un certain nombre d'œuvres pour deux pianos que le duo a joué. Un récital en 1938 au RMC, au cours duquel elles jouent trois de ces œuvres, lui permet de percer. D'autres compositeurs ont écrit des œuvres pour elles dont Deux pièces jamaïcaines d'Arthur Benjamin qui est devenu la signature du duo. Son Phantasy Trio (1940) a remporté le prix Cobbett de musique de chambre. Les sœurs ont également joué de la musique moderne, y compris des œuvres de Stravinsky, de Dallapiccola, d'Arthur Bliss et de Lennox Berkeley. Elles se sont produites en public jusqu'en 1970.
Trimble s'est mariée en 1942 et a eu des enfants ce qui a engendré une diminution de sa production musicale.
En 1957, son opéra Blind Raftery est le troisième opéra commandé par la BBC pour la télévision et le premier opéra pour la télévision composé par une femme. Entre 1959 et 1977 elle enseigne le piano à la RCM jusqu'en 1967 où elle part en Irlande du Nord.
La musique de Joan Trimble est conservatrice pour son époque. Elle a combiné le langage harmonique impressionniste, qu'elle a étudié avec Annie Lord, avec les inflexions mélodiques et rythmiques de la musique traditionnelle irlandaise. Ses arrangements d'airs irlandais pour deux pianos ne diffèrent pas du point de vue stylistique de ses compositions originales. Sa musique la plus élaborée se trouve dans sa Sonatina pour deux pianos (1940) et dans le cycle de chant The County Mayo (1949). La musique de Trimble est toujours mélodique, joliment écrite et enrichissante pour les interprètes.
Après la mort de son père en 1967, elle va travailler dans son journal  The Impartial Reporter (en) à Enniskillen et prend soin de son mari gravement malade depuis des décennies. Elle retrouve une certaine notoriété dans les années 1990 quand lui est commandée une nouvelle composition et que les premiers enregistrements de sa musique sont édités.
Elle meurt à Enniskillen en 2000 deux semaines seulement après son mari.

## Œuvres
| Opéra - Blind Raftery, opéra pour télévision en deux scènes(BBC, may 1957) Orchestra - 15 Ulster Airs (arragement d'airs traditionnels, 1939–40) - In Glenade pour orchestre à cordes (1942) - Suite for Strings pour orchestre à cordes (1951) Musique de chambre - The Coolin (Irish air) (1939) pour violoncelle et piano. Londres : Hawkes & Son, c.1939. - Phantasy Trio (1940) pour violon, violoncelle et piano - The Pool among the Rushes (1941) pour clarinette et piano - Erin go Bragh (1943) pour orchestre de cuivres - Introduction and Air (1969) pour deux arbres. Cork : Mercier Press, 1969 (dans The Irish Harp Book ed. by Sheila Larchet-Cuthbert). - Three Diversions (1990) pour quintenttes à vents | Musique pour deux pianos - The Humours of Carrick (1938). Londres : Winthrop Rogers, c.1938. - The Bard of Lisgoole (1938) - Buttermilk Point (1938). Londres : Winthrop Rogers, c.1939. - Sonatina (1940). Londres : Winthrop Rogers, 1941. - The Green Bough (1941). Londres : Boosey & Hawkes, 1951. - Pastorale (Hommage à F. Poulenc) (1943) - The Gartan Mother's Lullaby (1949). Londres: Boosey & Co., 1949. - The Heather Glen (1949). Londres : Boosey & Co., 1949. - Puck Fair (1951) Chants - My Grief on the Sea (Douglas Hyde) (1937) - Girl's Song (Wilfrid Wilson Gibson (en)) (1937) - Green Rain (Mary Webb) (1937). Londres : Winthrop Rogers, 1938. - The County Mayo, cycle de chants (James Stephens) (1949) |

## Enregistrements
- Celtic Keyboards: Duets by Irish Composers, performed by Bruce Posner & Donald Garvelmann (pianos), on: Koch International Classics 3-7287-2 H1 (CD, 1994). Contains: Sonatina, The Gartan Mother's Lullaby, The Heather Glen, The Bard of Lisgoole, Buttermilk Point, The Green Bough, The Humours of Carrick.
- Silver Apples of the Moon – Irish Classical Music, performed by Irish Chamber Orchestra, Fionnuala Hunt (cond.), on: Black Box Music BBM 1003 (CD, 1997). Contains: Suite for Strings.
- Joan Trimble: Two Pianos – Songs and Chamber Music, performed by Patricia Bardon (mezzo), Joe Corbett (baritone), Una Hunt (piano), Roy Holmes (piano), Dublin Piano Trio, on: Marco Polo 8.225059 (CD, 1999). Contains: The Cows are a-milking, A Gartan Mother's Lullaby, The Heather Glen, My Grief on the Sea, Green Rain, Girl's Song, Sonatina, Pastorale (Hommage à F. Poulenc), Phantasy Trio, Puck Fair, The Green Bough, The County Mayo, Buttermilk Point, The Bard of Lisgoole, The Humours of Carrick.
- Phantasy Trio, performed by Fidelio Trio, on: RTÉ lyric fm CD 153 (CD, 2016).